# دانيال كونستانتين
دانيال كونستانتين (بالرومانية: Daniel Constantin)‏ هو مهندس وسياسي روماني، ولد في 26 يونيو 1978 في بيتيشت في رومانيا. حزبياً، نشط في Conservative Party (Romania) ‏ ( – 2015) وAlliance of Liberals and Democrats (Romania) ‏ (2015 – 2017) وPRO Romania ‏ (2017 – ).

## مناصب
- انتخب Minister of Environment, Water and Forests ‏ (4 يناير 2017 – 3 أبريل 2017).
- انتخب عضو مجلس النواب في رومانيا عن دائرة بوخارست وقد انضم خلال فترته النيابية  [لغات أخرى]‏ (20 ديسمبر 2016 – ) للكتلة البرلمانية Alliance of Liberals and Democrats (Romania) [الإنجليزية]‏.
- انتخب Minister of Agriculture of Romania ‏ (7 مايو 2012 – 17 نوفمبر 2015).
- انتخب عضو مجلس النواب في رومانيا عن دائرة مقاطعة أرغيس (19 ديسمبر 2012 – 19 ديسمبر 2016).

## وصلات خارجية
- الموقع الرسمي